# Rhizotrogus pallidipennis
Rhizotrogus pallidipennis är en skalbaggsart som beskrevs av Blanchard 1851. Rhizotrogus pallidipennis ingår i släktet Rhizotrogus och familjen Melolonthidae. Inga underarter finns listade i Catalogue of Life.